# MÁVAG

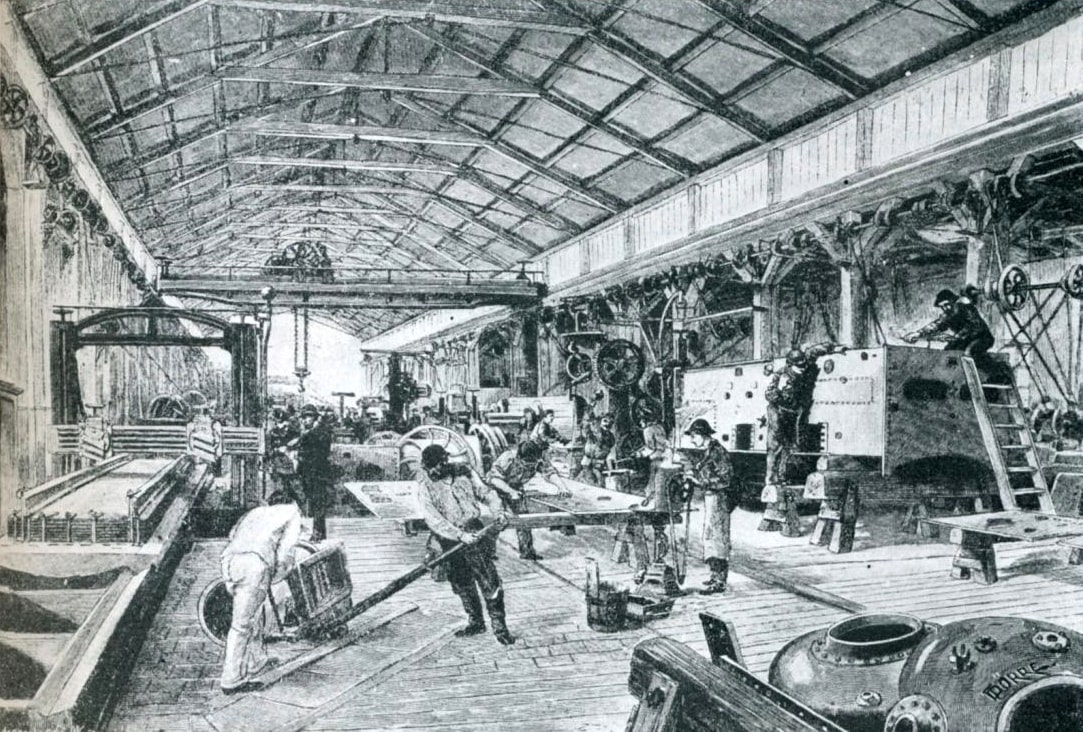
MÁVAG (1880)

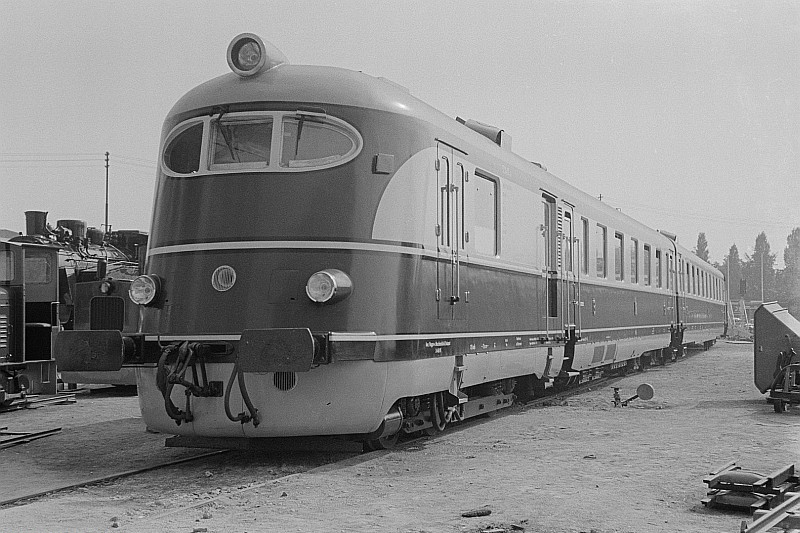
MÁVAG-Dieseltriebwagen DR VT 12.14 (1954)

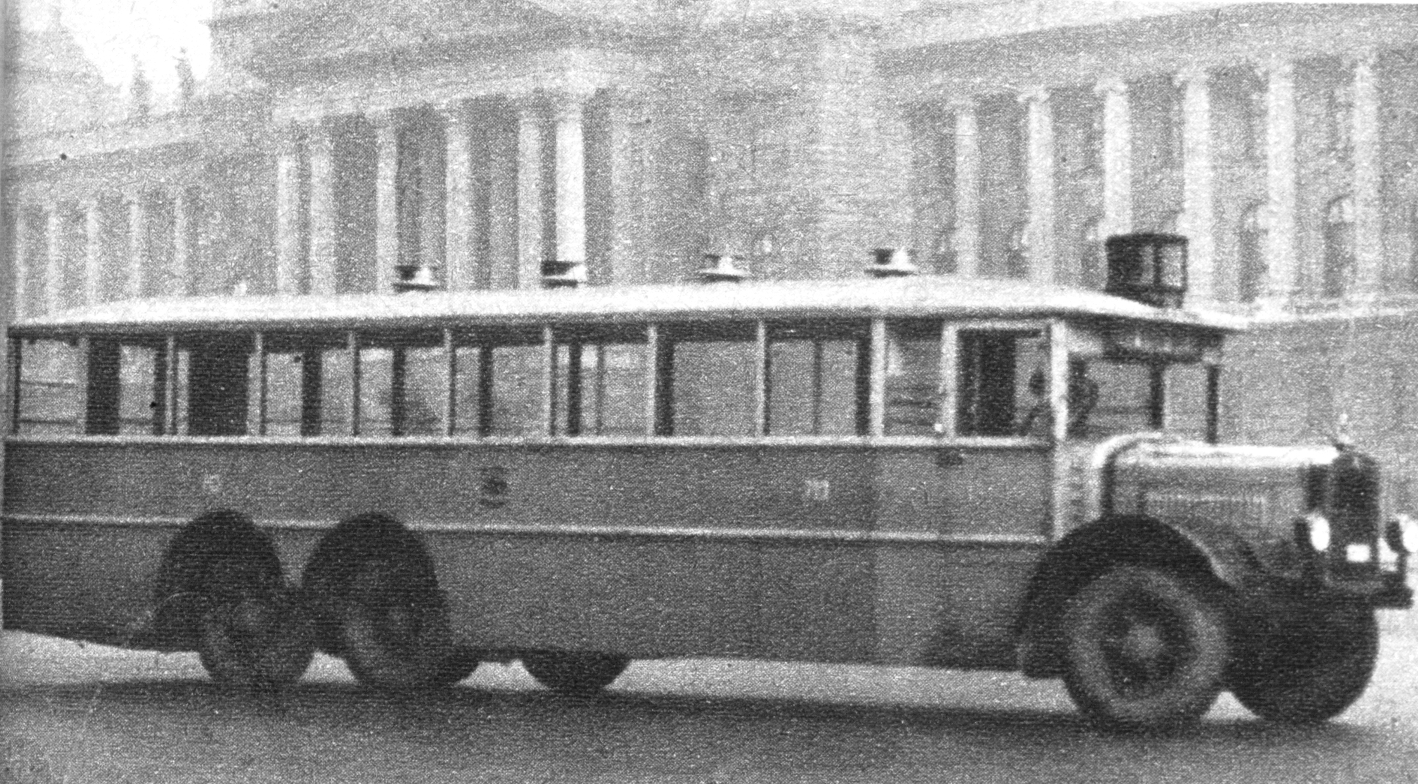
MÁVAG-Omnibus (1920er Jahre)

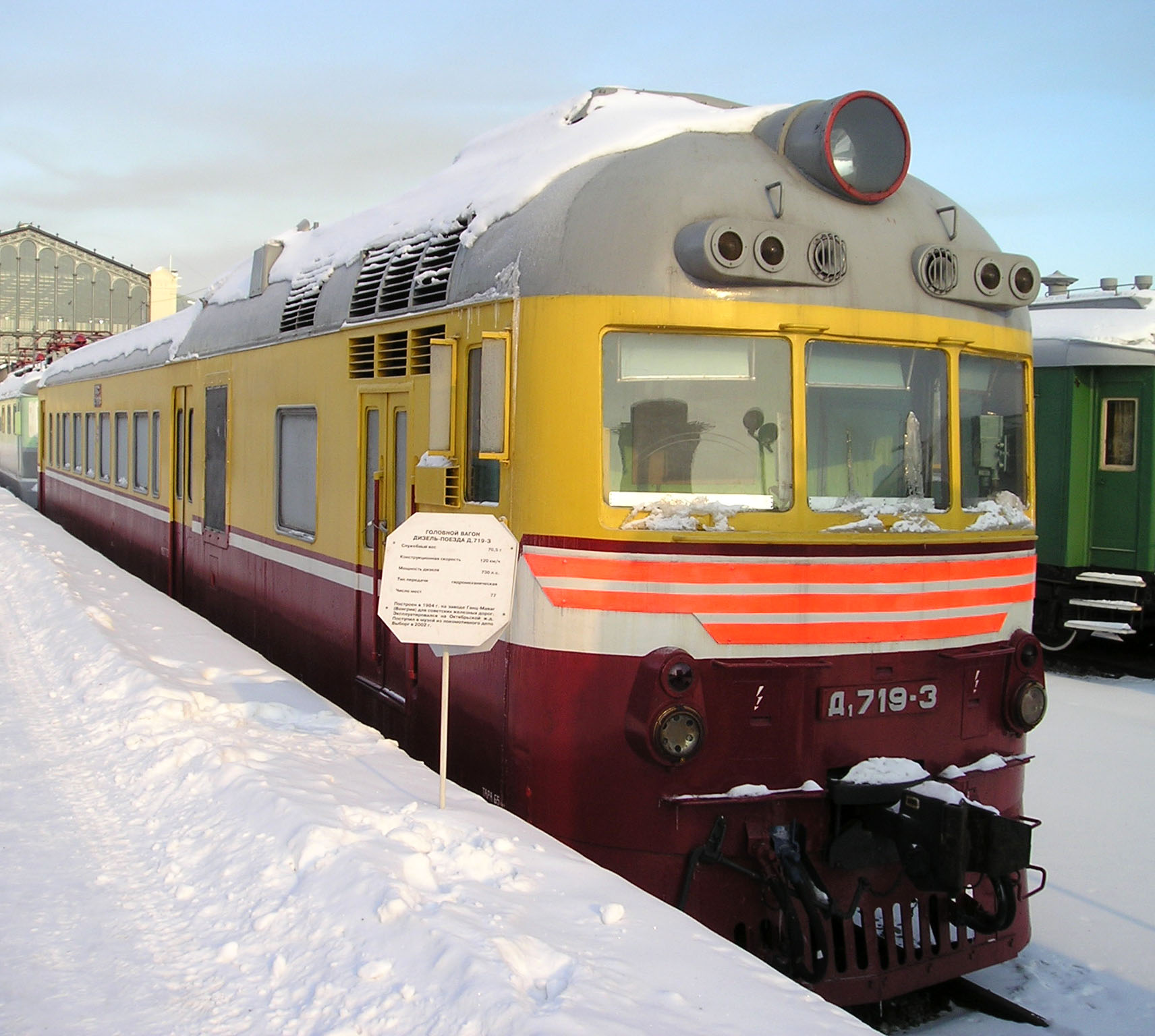
MÁVAG-Triebwagen Д1 719-3 in Russland

Magyar Királyi Állami Vas-, Acél- és Gépgyárak, kurz MÁVAG (deutsch Königlich Ungarische Staatliche Eisen-, Stahl- und Maschinenfabriken), war eine ungarische Lokomotiv- und Waggonfabrik im Eigentum des Königreichs Ungarn. Nach dem Zweiten Weltkrieg wurde MÁVAG nationalisiert und der Zusatz „Királyi“ (Königlich) aus dem Firmennamen gestrichen.

## Geschichte und Produkte
Die Fabrik befand sich im 8. Stadtbezirk von Budapest, angrenzend an die Straßen Kőbányai, Hungária, Vajda Péter und Orczy. Sie war neben Ganz & Cie die berühmteste ungarische Maschinenfabrik im 19. Jahrhundert. Bekanntgeworden ist MÁVAG vor allem durch ihre ab 1873 produzierten Dampflokomotiven. Zur Tausendjahrfeier Ungarns 1896 lieferte MÁVAG die 1000. Lokomotive an die ungarische Staatsbahn MÁV aus. Die Gesellschaft beschäftigte zu dieser Zeit mehrere Tausend Arbeiter.
Schon frühzeitig exportierte die MÁVAG Lokomotiven ins Ausland, so zum Beispiel im Jahr 1900 nach Italien und Rumänien, später nach Ägypten, Indien, Jugoslawien und Korea. Bis zur Auslieferung der letzten Dampflokomotive im Jahr 1959 wurden von der MÁVAG insgesamt 7578 Dampflokomotiven produziert. Zu den bekanntesten Typen gehörte die Schmalspurlok Typ 70 und die ab 1924 gefertigten berühmten 2´D-Schnellzuglokomotiven der MÁV-Baureihe 424.
In der Ingenieursabteilung des Unternehmens arbeitete in der Zwischenkriegszeit auch Istvan Horthy, Sohn des ungarischen Reichsverwesers Miklos Horthy. Er war ab 1934 der Geschäftsführer und von 1938 bis 1940 der Generaldirektor des Unternehmens.
In der Zwischenkriegszeit produzierte MÁVAG neben Lokomotiven auch diverse Straßenfahrzeuge wie Lastkraftwagen, Oberleitungsbusse, Omnibusse und Automobile. Hierzu wurde 1936 von Ford eine Lizenz zur Herstellung des Ford Eifel erworben und 1939 auch vom Ford V8. Seit spätestens 1938 bestand eine enge Kooperation mit Mercedes-Benz. Die Lastwagen Typ Lo 3500 wurde in Lizenz gefertigt. Während des Zweiten Weltkriegs wurden Panzer und anderes Kriegsmaterial hergestellt. Hierzu gehörte die Lizenzfertigung der italienischen Reggiane Re.2000, sowie deren MÁVAG-eigene Weiterentwicklung Hejja II.
Nach dem Zweiten Weltkrieg erfolgte die Verstaatlichung des Unternehmens. 1959 wurde MÁVAG mit der benachbarten Lokomotiv- und Waggonfabrik Ganz, welche Elektrolokomotiven, Diesellokomotiven und Waggons fürs In- und Ausland herstellte, zusammengeschlossen und firmierte bis 1988 unter „Ganz-MÁVAG“. In diesem Jahr wurde die Firma in mehrere Unternehmen aufgeteilt und das Wort „MÁVAG“ aus dem Firmennamen gestrichen.

### Produkte

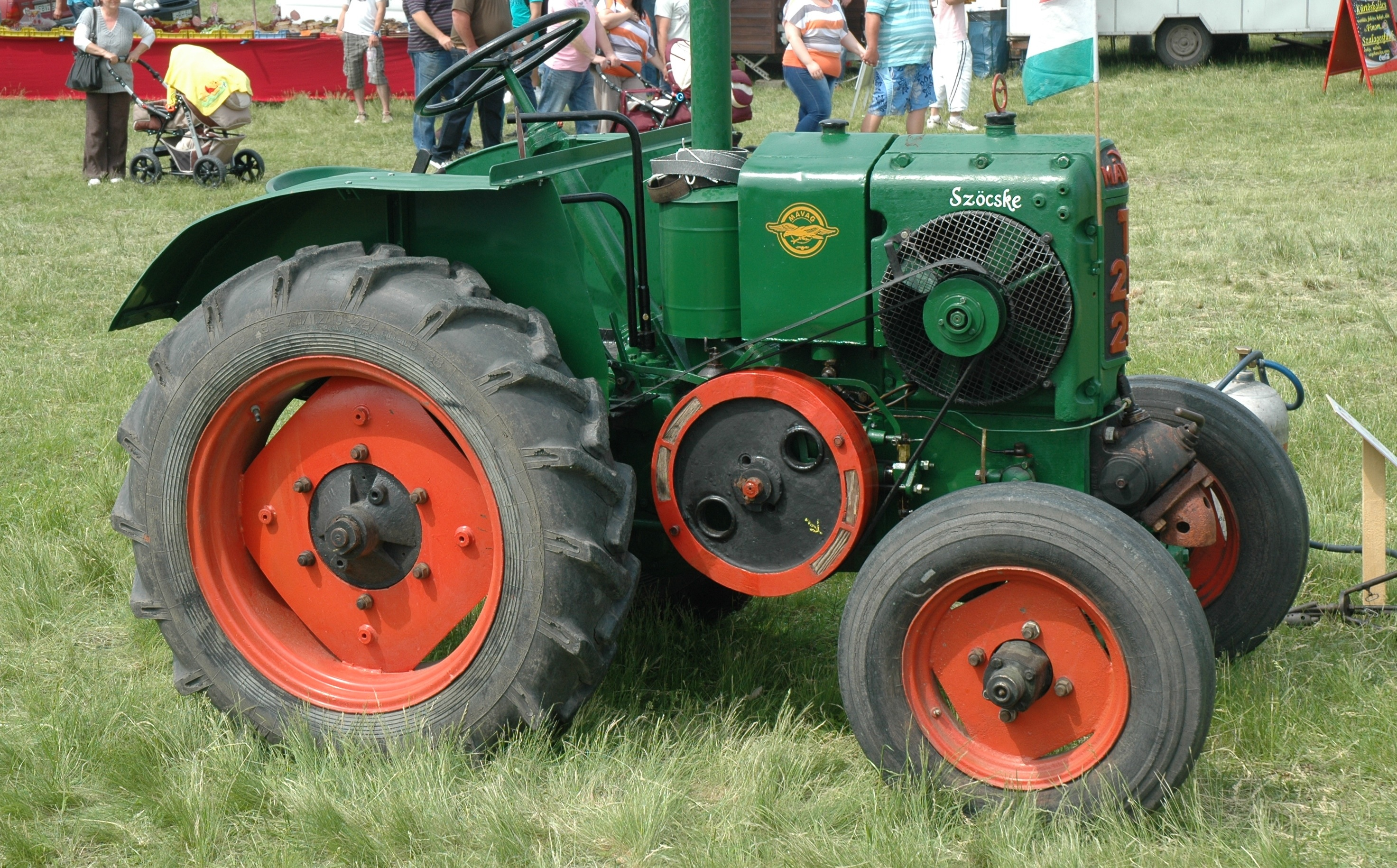
MÁVAG-Traktor Typ T 20-25
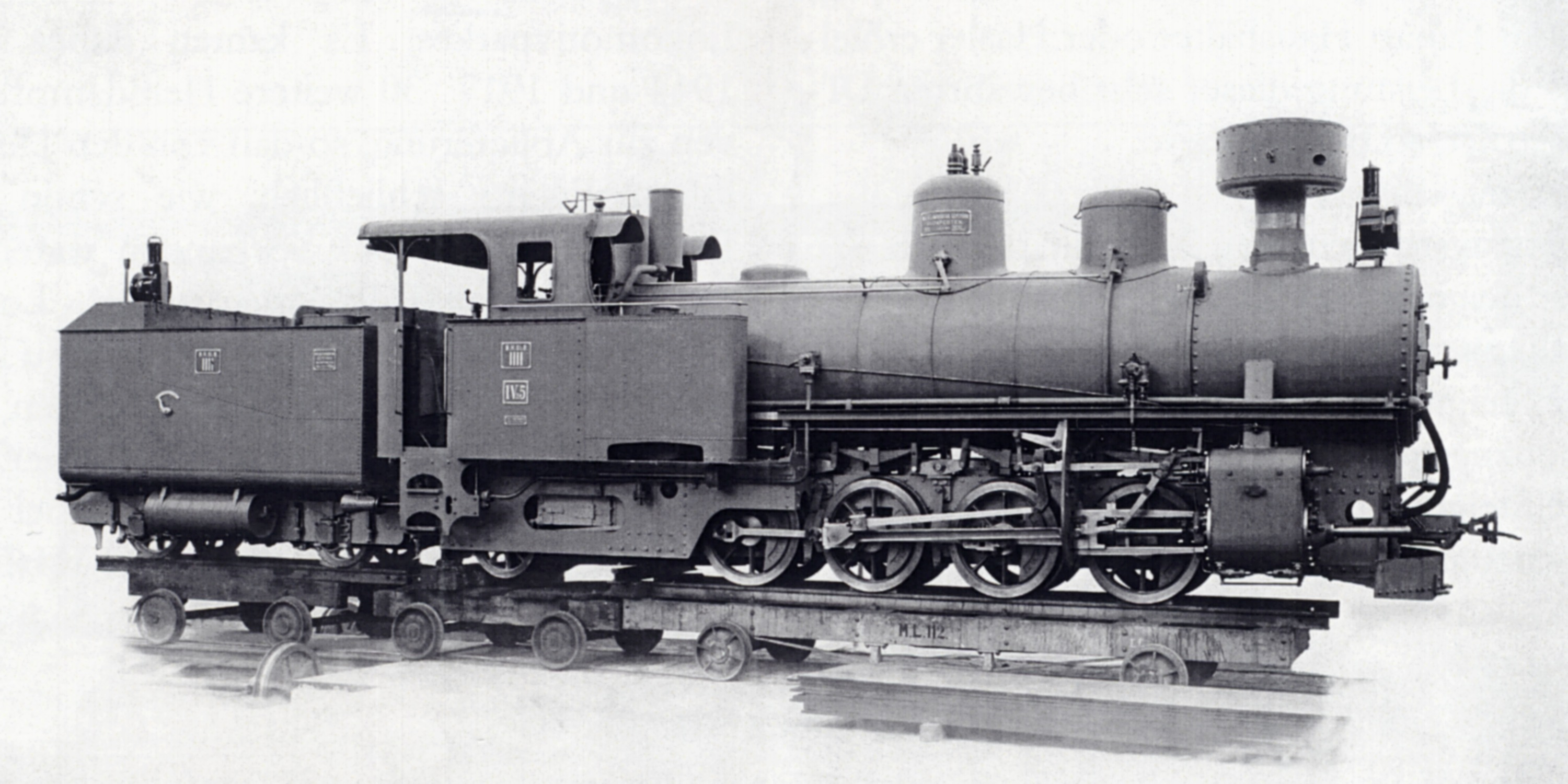
Schmalspurlok BHStB IVa5
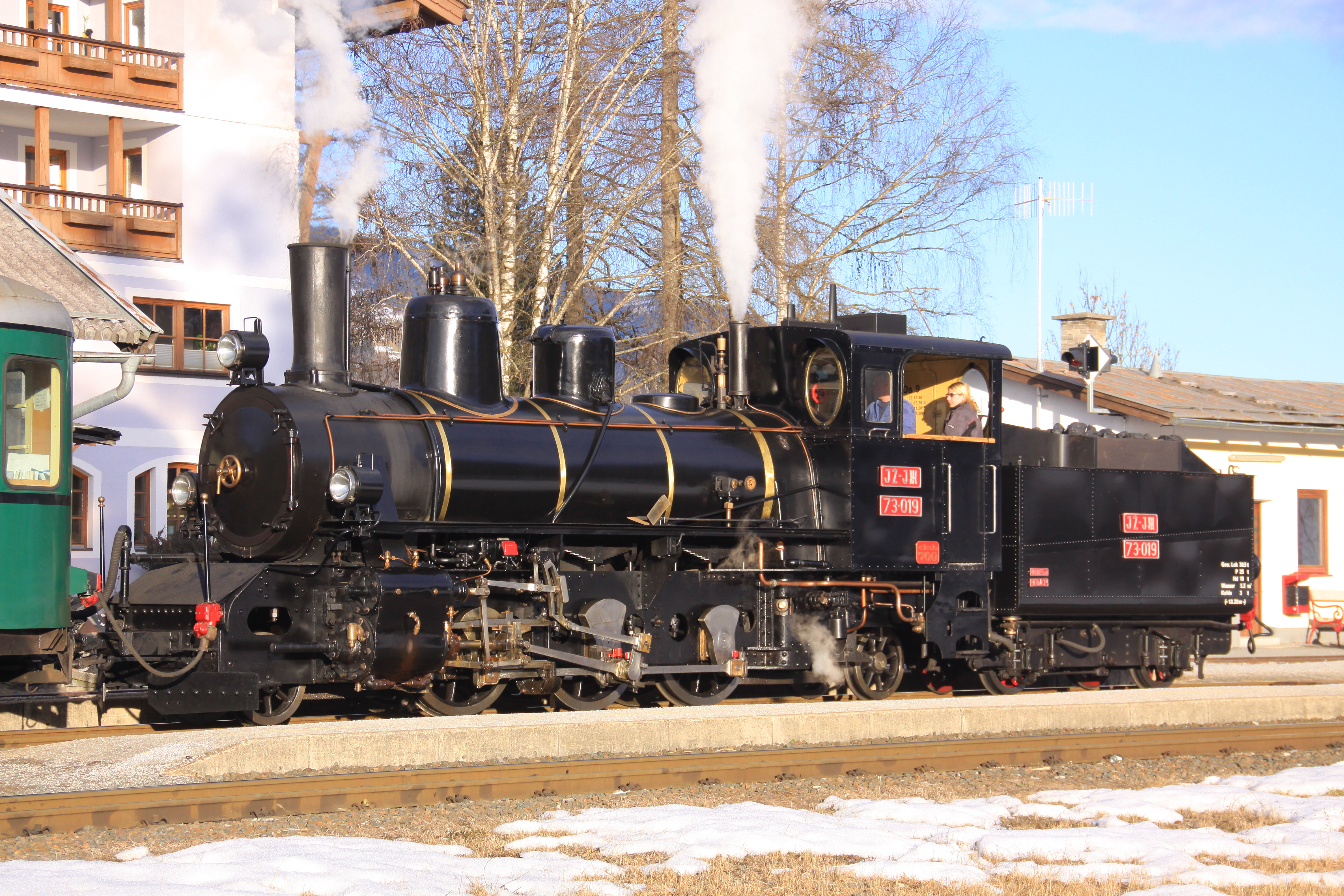
Schmalspur-Schnellzuglok BHStB IIIb5
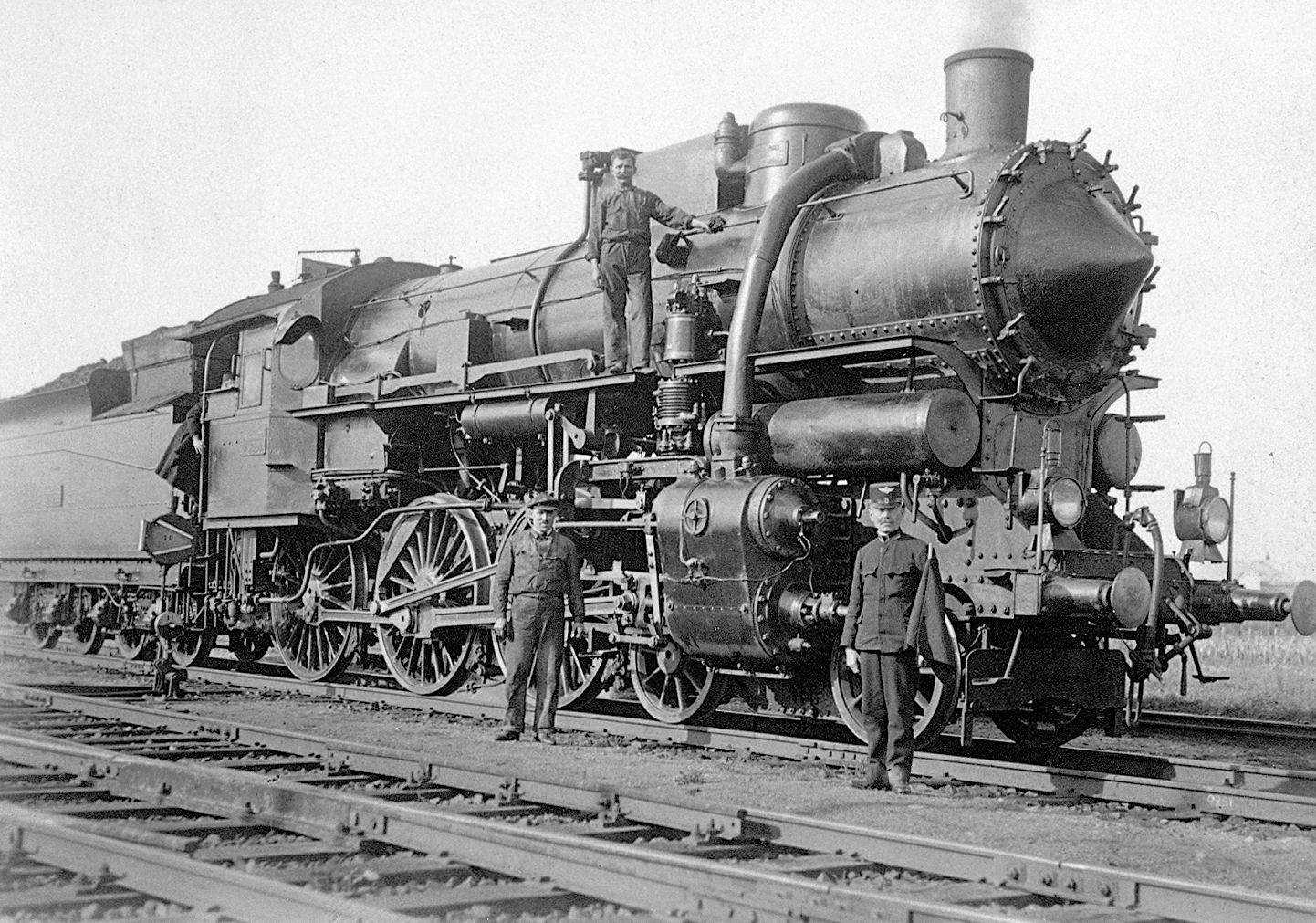
Schnellzuglok MÁV 328
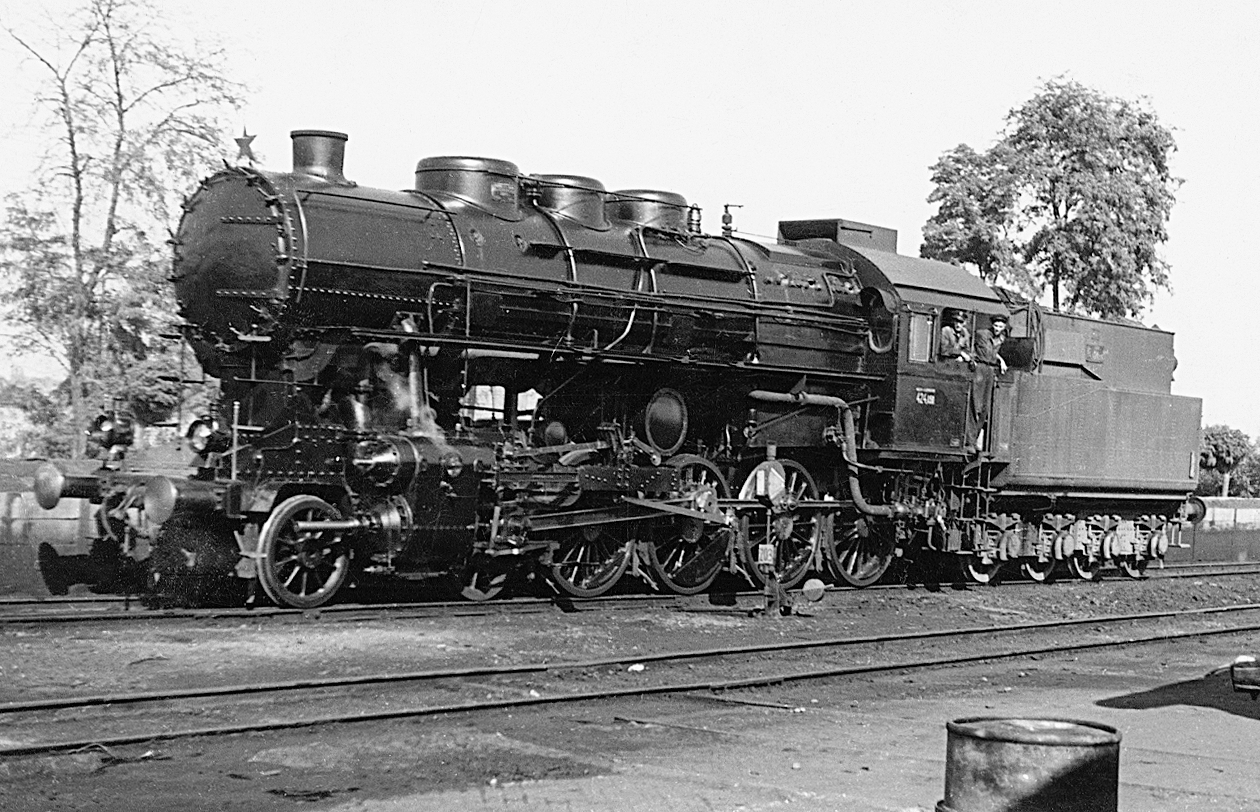
Schnellzuglok MÁV 424
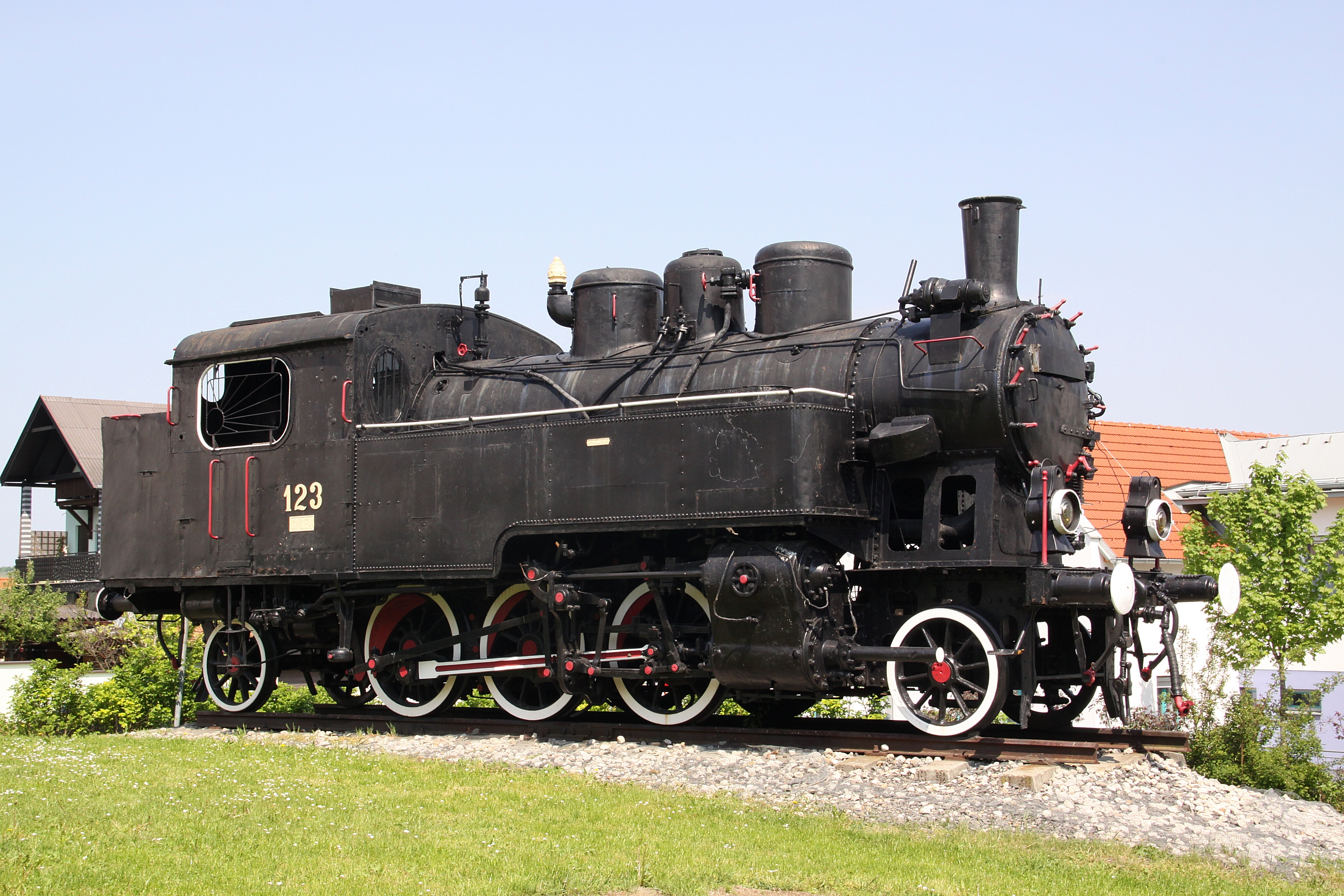
Lokalbahnlokomotive MÁV 375